# Tramlijn 7 (Lyon)
Tramlijn 7 van de tram van Lyon (T7) is een tramlijn in de agglomeratie van de Franse stad Lyon. De lijn ligt op het grondgebied van de gemeenten Vaulx-en-Velin en Décines-Charpieu en verbindt de tramhaltes Vaulx-en-Velin - La Soie (met aldaar een overstap op de Rhônexpress en lijn A van de metro van Lyon) en Décines - OL Vallée (bij het voetbalstadion Parc OL van Olympique Lyonnais). De inhuldiging vond plaats op 1 februari 2021.
Door gebruik te maken van de infrastructuur van de spoorinfrastructuur van tramlijn 3 en de Rhônexpress voor het grootste deel van de route, is het de eerste lijn van de tram van Lyon waarvoor geen nieuwe sporen hoeven te worden aangelegd. Het is ook de eerste die de stad Lyon zelf niet bedient.
De frequentie van deze lijn is om de 15 minuten overdag en om de 30 minuten na 22 uur. Door de stations Vaulx-en-Velin La Soie, Décines - Centre en Décines - Grand Large te bedienen, biedt het bijna 25% meer capaciteit op dit traject voor T3-passagiers.
Lijn T7 wordt doordeweeks geëxploiteerd met Citadis 302-tramstellen en in het weekend met Citadis 402-tramstellen.